# Anni 1680
Gli anni 1680 sono il decennio che comprende gli anni dal 1680 al 1689 inclusi.

## Eventi, invenzioni e scoperte
- Guerra della Grande Alleanza
- Gloriosa rivoluzione in Inghilterra: Guglielmo III d'Orange viene proclamato sovrano.